# وقت المغامرة (الموسم الثالث)
تم عرض الموسم الثالث من وقت المغامرة ، وهو مسلسل تلفزيوني رسوم متحركة أمريكي أنشأه بيندلتون وارد ، لأول مرة على كرتون نتورك في 11 يوليو 2011 واختتم في 13 فبراير 2012. يتبع الموسم مغامرات فين ، فتى بشري ، وصديقه المقرب وشقيقه بالتبني جيك ، وهو كلب يتمتع بقدرات سحرية لتغيير الشكل والحجم حسب الرغبة. يعيش فين وجيك في أرض أوو بعد نهاية العالم ،

## وسائل الإعلام الرئيسية
أصدر وارنر هوم فيديو عدة أقراص دي في دي ، تتكون من تنسيقات المنطقة 1 والمنطقة 2. .   

### إصدار الموسم الكامل
تم إصدار مجموعة الموسم الكامل على دي في دي و بلو راي في 25 فبراير 2014.  بحلول 9 مارس 2014 ، باع إصدار دي في دي 32.056 نسخة ، وباعت مجموعة بلو راي 8.577 نسخة.  
| وقت المغامرة: الموسم الثالث الكامل                                                                           | | | |
| ضبط التفاصيل                                                                                                 | ضبط التفاصيل                                                                                                 | الميزات الخاصة | الميزات الخاصة |
| - 26 حلقة - مجموعة 2 قرص - 1.78: 1 نسبة العرض إلى الارتفاع - الترجمة: الإنجليزية - الإنجليزية (Dolby Stereo) | - 26 حلقة - مجموعة 2 قرص - 1.78: 1 نسبة العرض إلى الارتفاع - الترجمة: الإنجليزية - الإنجليزية (Dolby Stereo) | - تعليقات على جميع الحلقات - يضم بندلتون وارد وريبيكا شوجر وآدم موتو وتوم هيربيش وكول سانشيز وجيسي موينيهان وسومفيلاي زيافون وبيرت يون وكينت أوزبورن - ميزة "كيف تصبح الفكرة وقت المغامرة " - يضم وارد وموتو وأوزبورن - مقدمة عرض بديلة مصنوعة من مكعبات الليغو | - تعليقات على جميع الحلقات - يضم بندلتون وارد وريبيكا شوجر وآدم موتو وتوم هيربيش وكول سانشيز وجيسي موينيهان وسومفيلاي زيافون وبيرت يون وكينت أوزبورن - ميزة "كيف تصبح الفكرة وقت المغامرة " - يضم وارد وموتو وأوزبورن - مقدمة عرض بديلة مصنوعة من مكعبات الليغو |
| تواريخ الإصدار                                                                                               | | | |
| المنطقة 1 | المنطقة 4 | المنطقة أ | المنطقة ب |
| 25 فبراير 2014                                                                                               | 5 مايو 2014 (DVD) </br> 3 مايو 2014 (بلو راي)                                                                | 25 فبراير 2014 | 5 مايو 2014 (DVD) </br> 3 مايو 2014 (بلو راي) |